# Ciclismo nos Jogos Pan-Americanos de 2011 - Velocidade individual feminino
A competição de velocidade individual feminino foi um dos eventos do ciclismo de pista nos Jogos Pan-Americanos de 2011 em Guadalajara. Foi disputada no Velódromo Pan-Americano no dia 18 de outubro.

## Calendário
Horário local (UTC-6).
| Data          | Horário | Fase             |
| ------------- | ------- | ---------------- |
| 18 de outubro | 10:00   | Qualificação     |
| 18 de outubro | 11:15   | Oitavas-de-final |
| 18 de outubro | 17:20   | Semifinal        |
| 18 de outubro | 19:00   | Final            |

## Medalhistas
| Ouro   | CUB Lisandra Guerra    |
| Prata  | VEN Daniela Larreal    |
| Bronze | COL Diana María García |

## Resultados

### Qualificação
As oito ciclistas com os melhores tempos se classificaram para as quartas-de-final.
| Pos. | Ciclista           | País               | Tempo  | Obs. |
| ---- | ------------------ | ------------------ | ------ | ---- |
| 1    | Daniela Larreal    | VEN Venezuela      | 10.995 | Q,   |
| 2    | Lisandra Guerra    | CUB Cuba           | 11.126 | Q    |
| 3    | Diana María García | COL Colômbia       | 11.293 | Q    |
| 4    | Sumaia Ribeiro     | BRA Brasil         | 11.336 | Q    |
| 5    | Juliana Gaviria    | COL Colômbia       | 11.341 | Q    |
| 6    | Luz Gaxiola        | MEX México         | 11.463 | Q    |
| 7    | Dana Feiss         | USA Estados Unidos | 11.503 | Q    |
| 8    | Laura Arias        | CUB Cuba           | 11.593 | Q    |
| 9    | Nancy Contreras    | MEX México         | 11.616 |      |
| 10   | Gleydimar Tapia    | VEN Venezuela      | 11.652 |      |
| 11   | Deborah Coronel    | ARG Argentina      | 12.194 |      |

### Quartas-de-finais
| Bateria | Pos. | Ciclista           | País               | Tempo  | Obs. |
| ------- | ---- | ------------------ | ------------------ | ------ | ---- |
| 1       | 1    | Daniela Larreal    | VEN Venezuela      | 11.802 | Q    |
| 1       | 2    | Laura Arias        | CUB Cuba           |        |      |
| 2       | 1    | Lisandra Guerra    | CUB Cuba           | 12.217 | Q    |
| 2       | 2    | Dana Feiss         | USA Estados Unidos |        |      |
| 3       | 1    | Diana María García | COL Colômbia       | 11.484 | Q    |
| 3       | 2    | Luz Gaxiola        | MEX México         |        |      |
| 4       | 1    | Juliana Gaviria    | COL Colômbia       | 11.850 | Q    |
| 4       | 2    | Sumaia Ribeiro     | BRA Brasil         |        |      |

### Semifinal
| Bateria | Pos. | Ciclista           | País          | Tempo  | Obs. |
| ------- | ---- | ------------------ | ------------- | ------ | ---- |
| 1       | 1    | Daniela Larreal    | VEN Venezuela | 11.802 | Q    |
| 1       | 2    | Juliana Gaviria    | COL Colômbia  | 11.850 |      |
| 2       | 1    | Lisandra Guerra    | CUB Cuba      | 12.217 | Q    |
| 2       | 2    | Diana María García | COL Colômbia  | 11.484 |      |

### Disputa de 5º ao 8º lugar
| Pos. | Ciclista       | País               | Tempo  | Obs. |
| ---- | -------------- | ------------------ | ------ | ---- |
| 5    | Luz Gaxiola    | MEX México         | 11.479 |      |
| 6    | Dana Feiss     | USA Estados Unidos |        |      |
| 7    | Laura Arias    | CUB Cuba           |        |      |
| 8    | Sumaia Ribeiro | BRA Brasil         |        |      |

### Final
| Pos.                           | Ciclista           | País          | Corrida 1 | Corrida 2 | Corrida 3 |
| ------------------------------ | ------------------ | ------------- | --------- | --------- | --------- |
| Corrida pela medalha de ouro   |                    |               |           |           |           |
| Medalha de ouro                | Lisandra Guerra    | CUB Cuba      | 11.604    | 11.753    |           |
| Medalha de prata               | Daniela Larreal    | VEN Venezuela |           |           |           |
| Corrida pela medalha de bronze |                    |               |           |           |           |
| Medalha de bronze              | Diana María García | COL Colômbia  | 11.617    | 11.600    |           |
| 4                              | Juliana Gaviria    | COL Colômbia  |           |           |           |

Legenda
| Recorde mundial                  | Recorde mundial (World record)               |                       | Recorde africano                      | Recorde africano (African) |                                           | Q | Classificado por posição (Qualified) |
| Recorde dos Jogos Pan-Americanos | Recorde pan-americano (Pan-American record)  | Recorde da América    | Recorde da América (Americas)         | q                          | Classificado por melhor tempo (Qualified) |   |                                      |
| Melhor marca do ano              | Melhor marca do ano (World leading)          | Recorde asiático      | Recorde asiático (Asian)              | DNS                        | Não largou (Did not start)                |   |                                      |
| Recorde nacional                 | Recorde nacional (National record)           | Recorde europeu       | Recorde europeu (European)            | DNF                        | Não terminou (Did not finish)             |   |                                      |
| Recorde pessoal                  | Recorde pessoal do atleta (Personal best)    | Recorde da Oceania    | Recorde da Oceania (Oceania)          | DSQ / DQ                   | Desclassificado (Disqualified)            |   |                                      |
| Recorde da temporada             | Recorde da temporada do atleta (Season best) | Recorde sul-americano | Recorde sul-americano (South America) | NM                         | Sem marca (No mark)                       |   |                                      |